# Лісозаводський
Лісозаводський (рос. Лесозаводской) — селище Заіграєвського району, Бурятії Росії. Входить до складу Сільського поселення Горхонське.
Населення — 781 особа (2015 рік).